# Heribert z Laonu
Heribert z Laonu francouzsky Charibert Comte de Laon (696 - 744/764?) byl franský aristokrat, děda Karla Velikého z matčiny strany a hrabě z Laonu v první polovině 8. století. 
Byl otcem Karlovy matky, Bertrady z Laonu. V dobových záznamech je z rodičů zmiňována většinou pouze jeho matka, Bertrada z Prümu, dcera Hugoberta a Irminy z Oerenu. Některé zdroje uvádějí jeho otcem Martina z Laonu, ale toto tvrzení je velmi nepravěpodobné. V roce 721 podepsal se svou matkou zakládající listinu kláštera v Prümu. Ve stejném roce také se svou matkou obdaroval klášter Echternach. Byl manželem Gisely Akvitánské, se kterou měl nejméně dvě dcery Bertradu z Laonu, která byla manželkou Pipina III. a Gerbergu, manželku Lamberta Trevírského. V roce 744 se jeho dcera Bertrada z Laonu provdala za Pipina III., majordoma královského paláce Neustrie a Burgundska, pozdějšího krále Franků. Zemřel před rokem 762, jak je uvedeno v listině jeho dcery a zetě.